# Gänsehaut

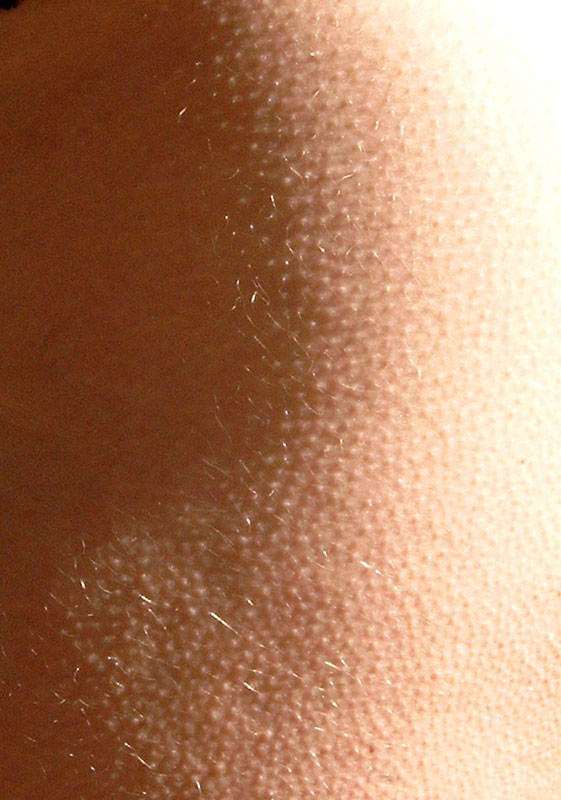
Gänsehaut

Als eine Gänsehaut (teilweise auch: Hühnerhaut oder Hinkelshaut, medizinisch: Piloerektion bzw. Piloarrektion, lat.: cutis anserina) bezeichnet man das typische Bild von aufgerichteter Körperbehaarung und kleiner Erhebungen der Hautoberfläche vor allem an Armen und Beinen, das dem Anblick einer gerupften Gans ähnelt. Die Ursache für das Entstehen einer Gänsehaut beim Menschen ist bis heute nicht vollständig geklärt.

## Bezeichnung
Eine Bezeichnung für dieses Phänomen mit Bezug auf Gänse findet sich auch im Englischen (goose bumps), Italienischen (pelle d'oca), Russischen (гусиная кожа), Polnischen (gęsia skórka), Tschechischen (husí kůže), Dänischen (gåsehud), Lettischen (zosāda) und Ungarischen (libabőr).
In Wien und Umgebung wird die Bezeichnung leicht variiert zu Ganslhaut.
Dagegen wird das Phänomen in Frankreich (Chair de poule), Spanien (Piel de gallina), Rumänien (piele de găină), Niederlande (kippevel), Finnland (kananliha) und der Schweiz als Hühnerhaut bezeichnet, in Graubünden (Schweiz), Vorarlberg (Österreich), dem Allgäu bis hin zum Chiemgau (südliches Bayern) in der Variante Hennenhaut.

## Auswirkung und mögliche Ursachen
Bei Kälte (Zittern), Angst oder Erregung kommt es zu einer vom vegetativen Nervensystem gesteuerten Kontraktion des Haarbalgmuskels (lat. Musculus arrector pili), so dass sich der Haarfollikel über die Hautoberfläche erhebt und sich das Haar aufrichtet (medizinischer Fachbegriff Piloerektion). Dies dient der Einschließung von mehr Luft zwischen den Haaren. An generell unbehaarten Hautflächen, wie Fußsohlen und Handflächen, kann keine Gänsehaut entstehen. Regionen mit selbst nur minimaler bzw. stark rudimentärer Behaarung dagegen zeigen bei entsprechenden Bedingungen durchaus diese sehr eindeutige Reaktion.
Gänsehaut tritt auf, wenn man von einem positiven Moment oder einem emotionalen Erlebnis berührt ist, wie einem Musikstück oder einer jubelnden Menschenmenge.
Gänsehaut kann auch im Rahmen der Totenstarre entstehen. Ursache ist eine erhaltene Erregbarkeit der Musculi arrectores pilorum.